# Paracles obscurior
Paracles obscurior là một loài bướm đêm thuộc phân họ Arctiinae, họ Erebidae.